# 凱利·帕加
凱利·帕加AC（英語：Kerry Packer，或译派克，1937年12月17日—2005年12月26日），是澳洲傳媒大亨。透過家族持有的公司擁有第九頻道電視台和澳大利亞聯合出版社的控制股權，曾是澳大利亚首富。帕加家族曾与梅铎（Murdoch）家族并称为澳大利亚传媒业的两大巨头家族。
他於68歲生日後9天逝世，其國葬於2006年2月17日在悉尼歌劇院舉行，出席名人包括國際影星湯·告魯斯、羅素·高爾，前澳洲總理約翰·霍華德，高爾夫球名將格雷格·諾曼等。
帕加逝世后其子詹姆斯·帕加对家族传媒业没有兴趣，而对赌博兴趣较大，因此逐渐将家族企业转向赌博业，近年在亚太地区各地投资并兴建赌场，帕加传媒集团已几乎消失。